# Tetracera sellowiana
Tetracera sellowiana är en tvåhjärtbladig växtart som beskrevs av Schlecht. Tetracera sellowiana ingår i släktet Tetracera och familjen Dilleniaceae. Inga underarter finns listade i Catalogue of Life.